# 桑蘭南鰍
桑蘭南鰍（學名：Schistura sonlaensis）為輻鰭魚綱鯉形目條鰍科南鰍屬的其中一種。分布於亞洲越南淡水流域，體長可達6.4公分，棲息在洞穴底層水域，以昆蟲為食，生活習性不明。

## 扩展阅读
維基物種上的相關：桑蘭南鰍